# Liporrhopalum midotis
Liporrhopalum midotis är en stekelart som beskrevs av Hill 1969. Liporrhopalum midotis ingår i släktet Liporrhopalum och familjen fikonsteklar. Inga underarter finns listade i Catalogue of Life.